# Julianów (powiat rycki)
Julianów – wieś w Polsce położona w województwie lubelskim, w powiecie ryckim, w gminie Kłoczew.
W latach 1975–1998 miejscowość należała administracyjnie do województwa siedleckiego.
Wieś jest sołectwem w gminie Kłoczew. Według Narodowego Spisu Powszechnego z roku 2011 wieś liczyła 67 mieszkańców.
Wierni Kościoła rzymskokatolickiego należą do parafii św. Jana Chrzciciela w Kłoczewie.